# 10 Eskadra Lotnictwa Łącznikowego
10 Eskadra Lotnictwa Łącznikowego (10 elł) – pododdział lotnictwa łącznikowego Wojska Polskiego.

## Formowanie i zmiany organizacyjne
W 1952 roku, na bazie lotniczego klucza łącznikowego V Okręgu Wojskowego w Bydgoszczy, sformowano 10 Samodzielną Eskadrę Lotnictwa Łącznikowego o etacie nr 6/153. Etat przewidywał 111 żołnierzy i 8 pracowników kontraktowych. 
W 1956 roku eskadra została podporządkowana dowódcy 3 Korpusu Lotnictwa Mieszanego w zakresie sprawowania nadzoru nad szkoleniem lotniczym.
W 1967 roku eskadra została przemianowana na 3 Saską Samodzielną Eskadrę Lotnictwa Łącznikowego. W 1968 roku po raz kolejny przeformowano eskadrę. Eskadra otrzymała nazwę 3 Saska Eskadra Lotnictwa Łącznikowego. 
W 1969 roku eskadra została włączona w skład 49 Pułku Śmigłowców
W 1991 roku eskadra została rozformowana.

## Dowódcy eskadry
- por. pil. Bolesław Wnuk (1952 - 1956)
- ppłk pil. Stanisław Szklarz (1956 - 1965)
- ppłk pil. Stefan Różanek (1965 - 1967)
- ppłk pil. Ignacy Żyliński (1967 - 1984)
- ppłk pil. Stanisław Wujak (1984 - 1985)
- ppłk pil. Alfred Bonna (1986 - 1991)